# Сахновщинский район
Сахно́вщинский , первоначально  Сахновща́нский райо́н (укр. Сахновщинський район) — упразднённая в 2020 году административная единица на юго-западе Харьковской области Украины. Административный центр — посёлок городского типа Сахновщина.

## География
Площадь — 1169 км².
Основные реки — Орель, Орелька, Богатая.

## История
- Сахновщанский район образован в соответствии с постановлением ВУЦИК «Об административно-территориальном делении Полтавской губернии» от 7 марта 1923 года в составе волостей: Сахновщинской, Дар-Надеждинской, Нижне-Орельской.
- С 1932 года район входит в состав Харьковской области.
- 17 июля 2020 года в рамках украинской административно-территориальной «реформы» по новому делению Харьковской области[3] район был ликвидирован;[4] его территория присоединена к Красноградскому району.

## Демография
- Население района в 2019 году составляло 20 515 человек, в том числе в городских условиях проживают 7 176 человек, в сельских — 13 339 человек.[5]

## Административное устройство
Район включает в себя:
| - Поселковых советов: 1 - Сельских советов: 15 | - Посёлков городского типа: 1 - Сёл: 63 |

### Местные советы
| Сахновщинский поселковый совет Аполлоновский сельский совет Багаточернещинский сельский совет Великобучковский сельский совет Владимировский сельский совет Дар-Надеждинский сельский совет Дубовогрядский сельский совет Катериновский сельский совет | Лебедевский сельский совет Лиговский сельский совет Новоалександровский сельский совет Новочернещинский сельский совет Огиевский сельский совет Олейниковский сельский совет Тавежнянский сельский совет Шевченковский сельский совет |

### Населённые пункты
| с. Александровка с. Алексеевка с. Андреевка с. Аполлоновка с. Берестовое с. Богатая Чернещина с. Бондаревка с. Великие Бучки с. Владимировка с. Гаркушино с. Германовка с. Гришевка с. Дар-Надежда с. Дубовые Гряды с. Загаркушино с. Зелёное с. Зелёный Клин с. Ивано-Слиньковка с. Калиновка с. Касьяновка с. Катериновка с. Козырев | с. Константиновка с. Красная Горка с. Красноярка с. Кузьминовка с. Лебедевка с. Лесовка с. Лиговка с. Максимовка с. Малые Бучки с. Марьевка с. Нагорное с. Надеждино с. Николаевка (Аполлоновский сельсовет) с. Николаевка (Шевченковский сельсовет) с. Новая Балка с. Новая Чернещина с. Новоалександровка с. Новобогдановка с. Нововладимировка с. Новодмитровка с. Новомихайловка с. Огиевка | с. Олейники с. Орельское с. Песковатое с. Петровка пгт Сахновщина с. Скиртяное с. Старовладимировка с. Степановка с. Сугаровское с. Судиха с. Тавежня с. Тарасовка с. Терноватка с. Халтурина с. Червоная Долина с. Червоная Степь с. Чернолозка с. Шевченково (Тавежнянский сельсовет) с. Шевченково (Шевченковский сельсовет) с. Яковлевка |

#### Ликвидированные населённые пункты
| с. Аркадиевка с. Богачка с. Ворошиловка с. Лукашовка х. Каганец | с. Малые Дубовые Гряды с. Михайловка | с. Пятиричка с. Тельмана |

## Политика
Выпускается районная газета «Колос»

## Достопримечательности
В Сахновщинском районе имеется 3 церкви:
- Большие Бучки — церковь Вознесения Господня
- Лиговка — церковь Казанская икона Божией Матери Казанской иконы Божей Матери
- Сахновщина — церковь Покрова Пресвятой Богородицы

В Сахновщинском районе находится 46 памятников истории:
- Возле села Большие Бучки найдены останки древнейших поселений человека, археологи относят их к временам неолита

## Известные люди
- Мартынович Порфирий Денисович — талантливый художник, фольклорист и этнограф, основатель Красноградского краеведческого музея, автор многих портретов национальных типов украинских крестьян и полтавских казаков, иллюстраций к поэме И. Котляревского «Энеида». Родился 25 февраля 1856 года в с. Стрюковка Сахновщинского района.
- Остапченко, Николай Васильевич — Герой Советского Союза, командир отделения взвода разведки 117-го гвардейского стрелкового полка, 39-й гвардейской стрелковой дивизии, 8-й гвардейской армии генерала Чуйкова, 1-го Белорусского фронта, гвардии старший сержант. Родился в 1923 году в д. Сахновщина.[6]
- Попудренко Николай Никитич — Герой Советского Союза, один из организаторов и руководителей партийного подполья и партизанского движения на Украине, секретарь Черниговского подпольного обкома Коммунистической партии (большевиков) Украины, командир партизанского соединения. Родился 28 декабря 1906 года в селе Николаевка Сахновщинского района.
- Вовк Михаил Павлович — Герой Советского Союза, полковник Советской Армии, благодаря действиям отряда Вовка беспрепятственно переправились через реку Днепр в районе с. Староглыбов Козелецкого района Черниговской области основные силы дивизии 1-й гвардейской артиллерийской дивизии в битве за Днепр.
- Калинич Николай Денисович — Герой Советского Союза, гвардии старший сержант помощник командира взвода 2-го эскадрона 60-го гвардейского кавалерийского полка 16-й гвардейской кавалерийской дивизии при наступлении на село Березна под сильным огнём противника со своим взводом первым ворвался в село и обеспечил занятие Березны другими подразделениями 61-й армии Центрального фронта. Родился 25 августа 1909 года в селе Новобогдановка Сахновщинского района.
- Кипоть Иван Сергеевич — Герой Советского Союза, батарея старшего лейтенанта Ивана Кипотя переправилась через Нарву в районе деревни Долгая Нива Сланцевского района Ленинградской области и захватила плацдарм на её западном берегу. Родился 27 марта 1914 года в селе Лиговка Сахновщинского района.
- Гужва Николай Яковлевич — Герой Советского Союза, командир пулемётного взвода 1-го стрелкового батальона 953-го стрелкового полка 257-й стрелковой дивизии 51-й армии 4-го Украинского фронта. Отличился во время освобождения Севастополя. Родился 22 ноября 1914 года в деревне Нововладимировка Сахновщинского района.
- Колесник Василий Артёмович — Герой Советского Союза, командир эскадрильи 88-го истребительного авиационного полка 216-й истребительной авиадивизии 4-й воздушной армии. Родился 5 июля 1914 года в селе Петровка Красноградского района Харьковской области, а в селе Калиновка жил с 9 лет. Учился в Богато-Чернещинской средней школе, а с 1933 года работал учителем в Дар-Надеждинской средней школе, в связи с чем земляком его считают жители двух районов.
- Сулима Андрей Михайлович — Герой Советского Союза, командир роты 69-го гвардейского танкового полка 21-й гвардейской механизированной бригады, 8-го гвардейского механизированного корпуса, 1-я танковой армии, 1-го Украинского фронта, полковник. Родился 6 октября 1917 года в селе Чернолозка Сахновщинского района.
- Семененко Яков Андрианович (род. 1900) — младший конный милиционер 5 р-на Змиевского уезда. Убит бандитами 15 апреля 1921 г., похоронен в селе Мотузовка.
- Дзядык Владислав Кириллович (род. 1919) — профессор, член-корреспондент НАН Украины, родился в пос. Сахновщина.